# Malin Persson (skådespelare)
Malin Carolina Christina Persson, född 28 februari 1992 i Bromma församling i Stockholm, är en svensk skådespelare.
Malin Persson gick ut Teaterhögskolan i Stockholm 2013. Hon har bland annat medverkat i Rojda Sekersöz film Dröm vidare och SVT-serien Vår tid är nu. Hon har även haft engagemang vid Teater Galeasen och Uppsala Stadsteater.

## Filmografi i urval
- 2016 – Den allvarsamma leken
- 2016 – Flykten till framtiden
- 2016 – Midnattssol (TV-serie)
- 2017 – Dröm vidare
- 2017–2020 – Vår tid är nu (TV-serie)
- 2019 – Playa del Sol (TV-serie)
- 2021–2023 – Thunder in My Heart (TV-serie)
- 2021–2025 – Knutby (TV-serie)
- 2022 – Nattryttarna (TV-serie)
- 2025 – Stenbeck (TV-serie)